# Les Heures du jour
Pour plus de détails, voir Fiche technique et Distribution.
Les Heures du jour (Las horas del día) est un film espagnol réalisé par Jaime Rosales et sorti en 2004.

## Fiche technique
- Titre : Les Heures du jour
- Titre original : Las horas del día
- Réalisation : Jaime Rosales
- Scénario : Jaime Rosales et Enric Rufas
- Photographie : Oscar Durán
- Décors : Leo Casamitjana
- Son : Eva Valiño et Maite Rivera
- Montage : Nino Martínez
- Production : Fresdeval Films - In Vitro Films
- Pays :  Espagne
- Durée : 103 minutes
- Date de sortie : France - 10 mars 2004

## Distribution
- Àlex Brendemühl : Abel
- Vicente Romero : Marcos
- María Antonia Martínez : La mère
- Àgata Roca : Tere

## Récompense
- Prix FIPRESCI au Festival de Cannes 2003 (Quinzaine des réalisateurs)[1]